# Raquel Zimmermann
Raquel Zimmermann (6 de mayo de 1983) es una supermodelo brasileña. En enero de 2018 se convirtió en embajadora de la marca Revlon.

## Biografía

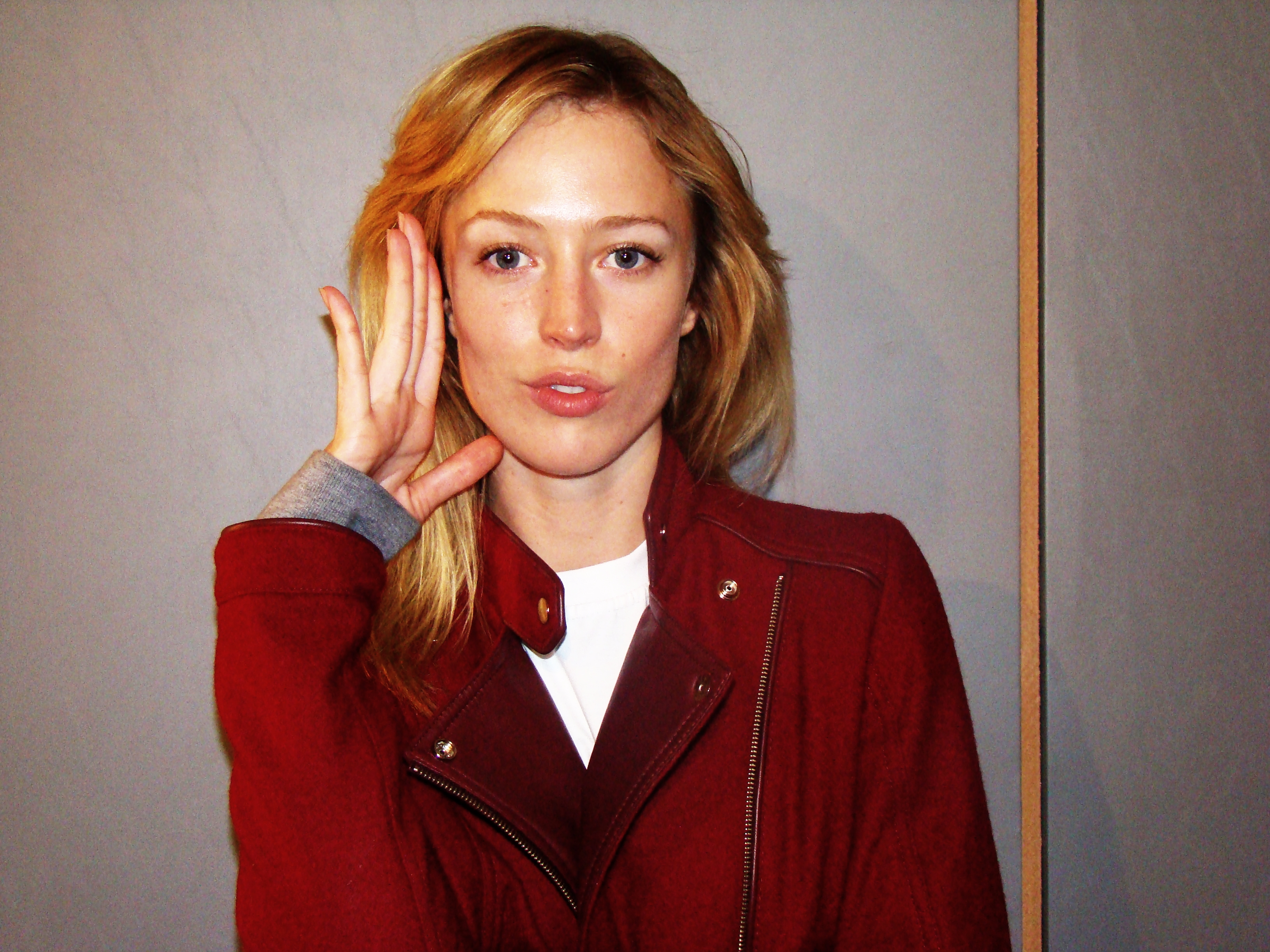
Raquel Zimmermann en 2010.

Zimmermann Nació en Bom Retiro do Sul, Río Grande del Sur.
A Raquel le gusta practicar la técnica de Meditación Trascendental.

## Descubrimiento y carrera

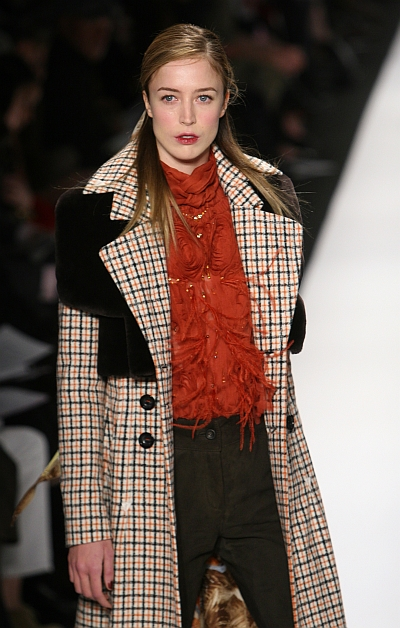
Raquel Zimmermann desfilando en 2008.

Zimmermann fue descubierta a los 14 años por una agencia de scouting en Porto Alegre, y después empieza su carrera trabajando para clientes en Japón y París. Poco después, el fotógrafo norteamericano Steven Meisel la elige para las tapas de la revista Vogue Italia de agosto y septiembre de 2000, y su carrera como modelo despega.
Zimmermann ha hecho campaña para marcas como: Alexander McQueen, Balenciaga, Bloomingdales, Bottega Veneta, Cavalli jeans, Cerruti, Chanel eyewear, Chloé, Christian Dior, CK por Calvin Klein, Clairol, Dolce & Gabbana, DSquared², Emanuel Ungaro, Escada, Fendi, Gap, Gucci, Giorgio Armani, H&M, Hermès, Hugo Jefe, Isabel Marant, Jean Paul Gaultier, Jimmy Choo, Louis Vuitton, Lanvin, Loewe, MAC Cosméticos, Marc Jacobs, Max Mara, Moschino, Neiman Marcus, Nina Ricci, Prada, Roberto Cavalli, Shiatzy Chen, Salvatore Ferragamo, Valentino, Viktor & Rolf, Versace, Yves Santo Laurent, y Zara.
Ella ha aparecido con regularidad en títulos importantes como el Vogue americano, francés e italiano, W, Harper's Bazaar, Visionaire, POP y Self Service. Zimmermann ha aparecido en muchas portadas de revistas como: Vogue (Brasil, EE. UU., Italia, Japón, China, Grecia, Alemania, Rusia), Harper's Bazaar, Elle, Numéro, L'Officiel, Marie Claire, i-D, V y French.

En mayo de 2007 aparece en la tapa del Vogue americano junto con las modelos Doutzen Kroes, Caroline Trentini, Hilary Rhoda, Sasha Pivovarova, Agyness Deyn, Coco Rocha, Jessica Stam, Chanel Iman, y Lily Donaldson. En 2008 el agente de casting James Scully, quién es responsable de asegurar un puesto a las modelos en las mejores pasarelas , dijo sobre Zimmermann:
Es la modelo energizer! Pienso que es la única chica de los últimos diez años que nunca pasa de moda. Es como si nunca envejeciera, y mejora temporada tras temporada. Probablemente sea la modelo más versátil de todas, realmente podría formar parte de cualquier desfile. Su profesionalismo es el principal rival de cualquier compañera y su vigencia es igual a la de Cindy Crawford, otra mujer legendaria.
En 2007 Zimmermann apareció en la portada de la revista V y protagoniza su primer anuncio televisivo para la fragancia de Gucci, Gucci by Gucci, dirigido por el cineasta David Lynch.
Zimmermann ocupó el primer puesto del sitio models.com desde diciembre de 2007 hasta febrero de 2010. En abril de 2011, debido a su extensa carrera, ranquea en el puesto 14 de dicha lista y adquiere el estatus de ícono entre sus colegas.

El mayo de 2009 la revista Vogue americana la presenta como una de las caras del momento, junto con sus pares Liya Kebede, Lara Stone, Natasha Poly, Caroline Trentini, Jourdan Dunn, Natalia Vodianova, Anna Jagodzinska, y Isabeli Fontana. En el mismo año aparece en el documental The September Issue, rodado dos años antes por R. J. Cutler.
La revista Vogue París la elige como la mejor modelo de los 2000s.
En 2002, 2005 y 2006 aparece en los desfiles de Victoria's Secret.
En 2011 forma parte del vídeo musical "Born This Way", de Lady Gaga, donde actúa de partera, vistiendo ropa de diseñador, y ayudando a la Madre Monstruo en el nacimiento de una raza sin prejuicios.